# فيليب كامبل كورتيس
فيليب كامبل كورتيس (بالإنجليزية: Philip Campbell Curtis)‏ هو رسام أمريكي، ولد في 26 مايو 1907، وتوفي في 12 نوفمبر 2000.

## وصلات خارجية
- فيليب كامبل كورتيس على موقع الموسوعة البريطانية (الإنجليزية)